# Soli Pardo
Pour les articles homonymes, voir Pardo.
Soli Pardo, né le 27 février 1955 à İzmir et mort le 3 mars 2012 à Genève, est un avocat et un homme politique genevois, membre du Mouvement citoyens genevois.

## Biographie
Après des études de droit et de philosophie à l'Université de Genève, il obtient un brevet d'avocat en 1981 puis pratique le barreau à titre indépendant. Il était associé dans le cabinet d'avocats Woodtli, Lévy, Pardo & Brutsch à Genève.
Après avoir été membre des Jeunesses radicales, Soli Pardo rejoint l'Union démocratique du centre (UDC) en 1987. Il fonde alors la section genevoise de l'UDC dont il est le premier président. En 2007, il est membre du bureau directeur de l'UDC-Genève et rédacteur en chef de l'organe du parti, Place publique.
Candidat malheureux à l'élection au Conseil des États du 21 octobre 2007, il est inculpé sans suites pour avoir encaissé des honoraires d'une société par la suite mise en faillite.
Le 22 novembre 2007, il est élu pour deux ans président de l'UDC-Genève, fonction qu'il occupe jusqu'au 8 décembre 2009. Il siège également au sein du comité central de l'UDC-Suisse.
En 2008, il forme en qualité de citoyen un recours contre le règlement genevois interdisant de fumer dans les lieux publics. Le Tribunal fédéral suisse lui donne, ainsi qu'à deux autres requérants, gain de cause par arrêt du 5 septembre 2008.
Le 19 octobre 2008, il est élu à l'Assemblée constituante de Genève, sur la liste UDC-Genève.
Le 23 octobre 2010, il envoie sa démission à l'UDC genevoise et rejoint le MCG, dans lequel il entre directement au Comité directeur. Il continuera de siéger à la Constituante, mais comme indépendant.
Le 13 mars 2011, il est élu conseiller municipal de la ville de Genève sous les couleurs du MCG, terminant premier de la liste de ce mouvement.
Il meurt le 3 mars 2012 des suites d'une longue maladie.